# Microcerella adelphe
Microcerella adelphe är en tvåvingeart som beskrevs av Thomas Pape 1990. Microcerella adelphe ingår i släktet Microcerella och familjen köttflugor.
Artens utbredningsområde är Maryland. Inga underarter finns listade i Catalogue of Life.